# Marlierea subulata
Marlierea subulata är en myrtenväxtart som beskrevs av Mcvaugh. Marlierea subulata ingår i släktet Marlierea och familjen myrtenväxter. Inga underarter finns listade i Catalogue of Life.